# Bolbocerosoma lepidissimum
Bolbocerosoma lepidissimum är en skalbaggsart som beskrevs av Brown 1928. Bolbocerosoma lepidissimum ingår i släktet Bolbocerosoma och familjen Bolboceratidae. Inga underarter finns listade.